# ソウル交通公社
ソウル交通公社（ソウルこうつうこうしゃ、朝: 서울교통공사、英: Seoul Metro）は、大韓民国ソウル特別市で地下鉄を運営する鉄道事業者（公社）である。

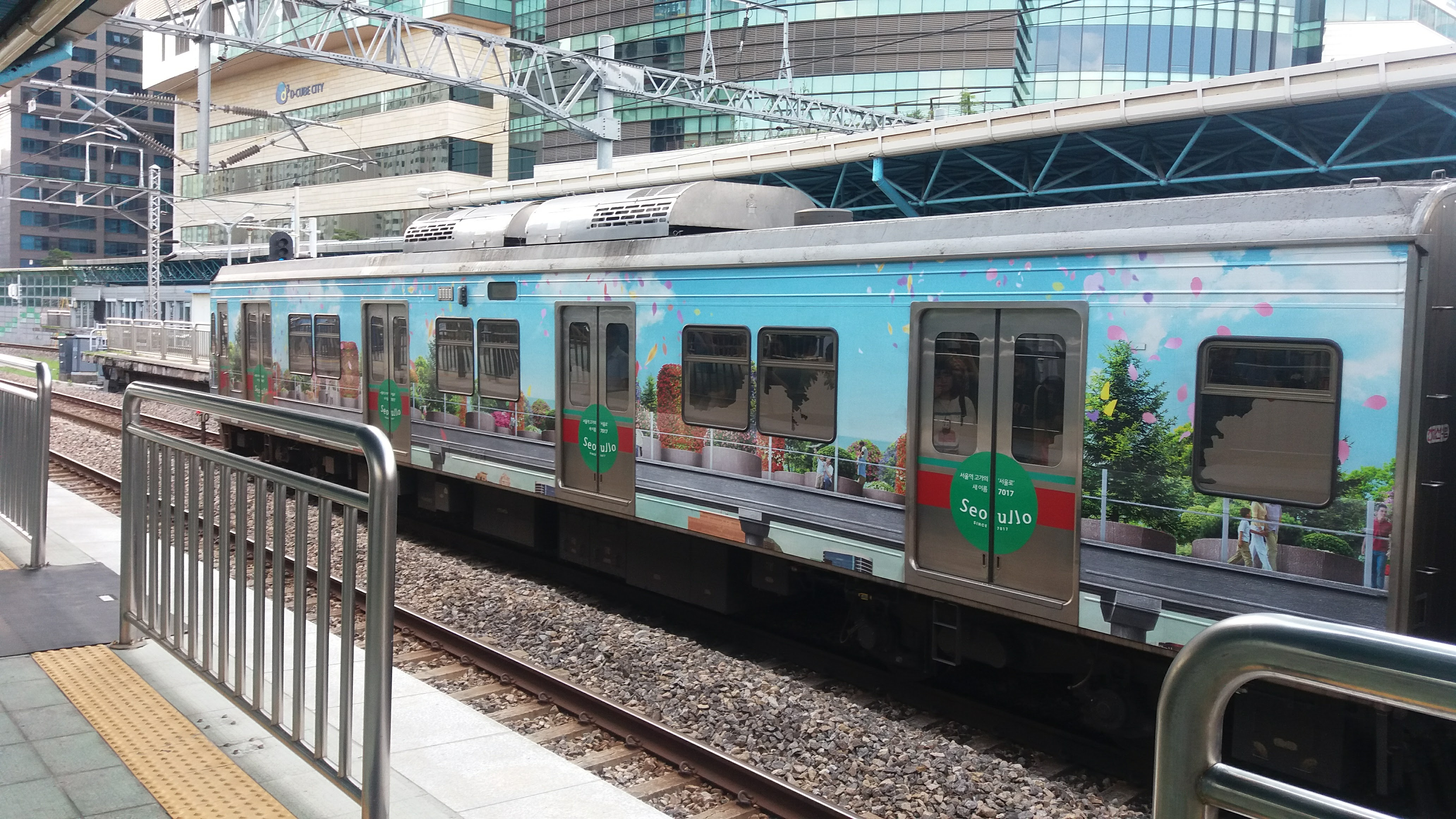
ソウル路に塗色したソウル交通公社101編成

2016年12月1日、ソウル地下鉄のうち1 - 4号線を運営していたソウルメトロと、5 - 8号線を運営していたソウル特別市都市鉄道公社の統合名称に選ばれ、2017年5月31日に両社を統合して発足した。
象徴マスコットは「トッタ」（ハングル: 또타）。

## 概要
ソウル市は両社を統合し「ソウル交通公社」になったが、英語名は「Seoul Metro」が存続する。そして2017年3月にソウル市議会は統合関連法案を可決し、同年5月31日に新会社が発足した。

## 歴史
- 2017年
  - 5月31日 - 設立
  - 9月5日 - 素砂元時線（首都圏電鉄西海線）の運営契約（20年間）を建設・保有事業者のEレールと締結[6]。
- 2018年1月12日 - 西海線運営の完全子会社「素砂元時線運営（株）」を設立[7]（現・西海鉄道(株)）。
- 2018年11月28日 - 9号線第2・第3段階区間を運営していた完全子会社「ソウルメトロ9号線運営株式会社」を解散。直営化する。
- 2023年1月 - ソウル交通公社発足前の約14年に渡り乗換駅の車内メロディーとして使用されてきた曲が「オルシグヤ」から「豊年（プンニョン）」に変更された。

## 経営・業績
韓国鉄道公社と同様に乗車運賃が安い一方で、財政赤字が続いており、値上げや65歳以上の敬老フリーパス制度の見直しの議論が上がっている。2020年にソウル交通公社などが全国18歳以上の成人男女1000人を対象に実施した世論調査では、回答者の半分(47.2%)が都市鉄道運営機関の財政悪化要因として「フリーパス制度」を挙げた。
ソウル交通公社は負債が増加を続け、自助努力だけでは赤字解消が事実上難しくなっている。少子高齢化による利用者減少で今後さらに財政が悪化すると予想されており、2022年時点で公社の累積赤字は17兆6808億ウォンに達する。

### 業績推移
| 年度     | 売上高           | 営業利益            | 当期純利益          |
| -------- | ---------------- | ------------------- | ------------------- |
| 2019年度 | 2兆46億ウォン    | -5,324億300万ウォン | -5,864億6千万ウォン |
| 2020年度 | 1兆5,595億ウォン | -1兆901億ウォン     | -1兆1,137億ウォン   |
| 2021年度 | 1兆6,291億ウォン | -9,385億9百万ウォン | -9,644億4千万ウォン |
| 2022年度 | 1兆7,683億ウォン | -9,345億1千万ウォン | -6,419億5千万ウォン |
| 2023年度 | 1兆8,707億ウォン | -8,452億100万ウォン | -5,172億8千万ウォン |

## 料金体系
地下鉄の基本料金は8年ぶりに値上げとなり、2023年10月からは10kmまでの区間に限り、1250ウォンから1400ウォンに引き上げられた。10kmを超える場合は5kmごとに100ウォンずつ上がる原則があり、50kmを超える場合は8kmごとに100ウォン加算される。

また、65歳以上の高齢者に対して地下鉄の運賃を無料とする制度がある。

ただし、こうした安い料金設定が赤字の原因の一因ともなっており、見直しの議論が上がっている。

## 路線
ソウル交通公社が直接運営する区間のみを記す。他の事業体が運営する区間については、各路線の記事を参照。
| 色                                        | 路線名                            | 区間                                    | キロ程  |
| ----------------------------------------- | --------------------------------- | --------------------------------------- | ------- |
|                                           | 1号線                             | 清凉里駅(124) - ソウル駅駅(133)         | 7.8 km  |
|                                           | 2号線                             | 環状線：市庁駅(201) - 市庁駅(201)       | 48.8 km |
| 聖水支線：聖水駅(211) - 新設洞駅(211-4)   | 2号線                             | 5.4 km                                  |         |
| 新亭支線：新道林駅(234) - カチ山駅(234-4) | 2号線                             | 6.0 km                                  |         |
|                                           | 3号線                             | 紙杻駅(319) - 梧琴駅(352)               | 38.2 km |
|                                           | 4号線                             | 仏岩山駅(409) - 南泰嶺駅(434)           | 31.7 km |
| 榛接線                                    | 榛接駅(405) - 仏岩山駅(409)       | 14.9 km                                 |         |
|                                           | 5号線                             | 本線：傍花駅(510) - 上一洞駅(553)       | 45.2 km |
| 支線：江東駅(548) - 馬川駅(P555)          | 5号線                             | 7.6 km                                  |         |
| 河南線                                    | 上一洞駅(553) - 河南黔丹山駅(558) | 7.4 km                                  |         |
|                                           | 6号線                             | 鷹岩駅(610) → 鷹岩駅(610) - 新内駅(648) | 35.1 km |
|                                           | 7号線                             | 長岩駅(709) - 温水駅(750)               | 46.9 km |
|                                           | 8号線                             | 岩寺歴史公園駅(809) - 牡丹駅(826)       | 18.8 km |
|                                           | 9号線                             | 新論峴駅(925) - 中央報勲病院駅(938)     | 13.6 km |

- 西海線電鉄区間は、子会社「西海鉄道株式会社」による施設運営（列車運行は韓国鉄道公社）。

## 保有車両

### 現有車両
- 1号線
  - 1000系電車
  - 旧1000系電車
- 2号線
  - 2000系電車
- 3号線
  - 3000系電車
- 4号線
  - 4000系電車
- 5号線
  - 5000系電車
- 6号線
  - 6000系電車
- 7号線
  - 7000系電車
  - SR000系電車
- 8号線
  - 8000系電車

### 過去の車両
- 2号線
  - 旧2000系電車
- 3号線
  - 旧3000系電車